# Исхоков, Сулаймон Абунасрович
Сулаймон Абунасрович Исхоков — профессор, доктор физико-математических наук (1995), член-корреспондент Академии наук Республики Таджикистан.

## Биография
Родился 7 октября 1959 г. в Пенджикентском районе Таджикской ССР.
Окончил среднюю школу № 33 Пенджикентского района (1977), механико-математический факультет Таджикского госуниверситета (1982, с отличием).
В 1982—1991 гг. работал в Математическом институте АН Тадж ССР и его Вычислительном центре: старший лаборант, младший научный сотрудник, старший научный сотрудник. Там же учился в аспирантуре (1983—1987). В 1988 году в Институте математики и механики Азербайджанской ССР защитил кандидатскую диссертацию.
В 1991—1994 гг. докторант Таджикского национального университета. В 1995 г. в Математическом институте им. В. А. Стеклова РАН защитил докторскую диссертацию.
С 1995 года работает в Институте математики АН Республики Таджикистан: ведущий научный сотрудник, главный научный сотрудник (1995—1999), заместитель директора по науке (1999—2005), с 2005 г. — главный научный сотрудник.
В 2005—2008 гг. иностранный профессор в Малакандском университете, Пакистан. С 2008 г. профессор кафедры Фундаментальной и прикладной математики Политехнического института (филиал) Северо-Восточного федерального университета им. М. К. Аммосова в г. Мирный (Якутия).
Член-корреспондент Академии наук Республики Таджикистан (14.07.2017).
Научные интересы:
- Линейные и нелинейные дифференциальные уравнения с вырождением.
- Разделимость дифференциальных операторов.
- Теоремы вложения для пространств дифференцируемых функций многих вещественных переменных.
- Спектральная асимптотика дифференциальных и псевдодифференциальных операторов.

Список публикаций: http://www.mathnet.ru/rus/person20182